# Paramesosella gigantea
Paramesosella gigantea är en skalbaggsart som beskrevs av Stefan von Breuning 1948. Paramesosella gigantea ingår i släktet Paramesosella och familjen långhorningar. Inga underarter finns listade i Catalogue of Life.